# Polyodaspis milii
Polyodaspis milii är en tvåvingeart som först beskrevs av Seguy 1946.  Polyodaspis milii ingår i släktet Polyodaspis och familjen fritflugor.
Artens utbredningsområde är Senegal. Inga underarter finns listade i Catalogue of Life.